# Juan Crisóstomo Centurión
Juan Crisóstomo Centurión Martínez (Itauguá, 27 de enero de 1840-Asunción, 12 de marzo de 1902) fue un militar, periodista, escritor, educador, traductor, diplomático y político paraguayo. Participó en la guerra de la Triple Alianza y posteriormente en la reconstrucción del Paraguay como figura intelectual y política clave del siglo XIX

## Infancia y formación académica
Hijo de Francisco Antonio Pérez de Centurión y Rosalía Martínez y Rodas, Juan Crisóstomo nació en Itauguá el 27 de enero de 1840. Su formación primaria la realizó en una modesta escuela de la compañía de Cañadita, continuando sus estudios con el maestro Quintana en Asunción. Más tarde asistió a la Escuela de Matemáticas dirigida por Pedro Dupuy.
Posteriormente fue alumno de Ildefonso Bermejo, destacado educador español contratado por el gobierno paraguayo. Fue seleccionado por el presidente Carlos Antonio López para estudiar en el aula de Filosofía, institución supervisada por el propio mandatario.
En 1858, Centurión integró la lista de becarios enviados a Europa. Estudió en Inglaterra literatura francesa, inglesa y lengua alemana. Se formó en Derecho internacional público y Derecho internacional privado en el King’s College de la Universidad de Londres.

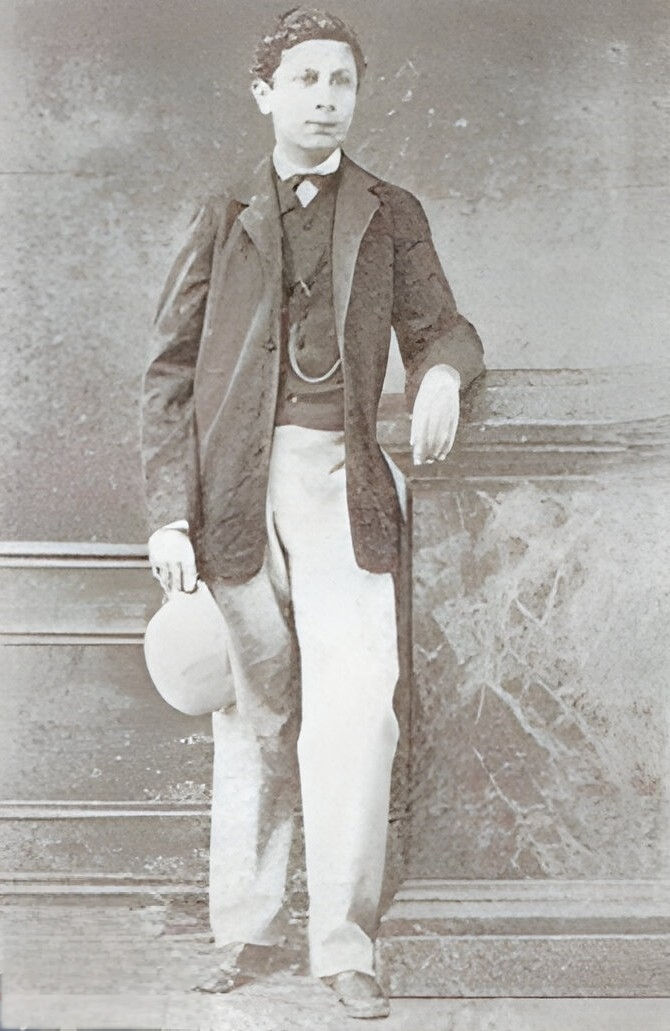
Juan Crisóstomo Centurión en París, 1861.

## Carrera militar

### Participación en la guerra de la Triple Alianza
Con el estallido de la guerra de la Triple Alianza, Centurión fue llamado a retornar a Paraguay en 1863 para ponerse bajo las órdenes del presidente Francisco Solano López. Fue nombrado secretario de Cancillería y traductor oficial.
En reconocimiento a su labor, fue condecorado en 1866 con la Orden Nacional del Mérito en grado de Caballero. Paralelamente, fundó una escuela para instrucción en geografía, lengua española e idiomas. También colaboró con el periódico de guerra El Cabichu-í.

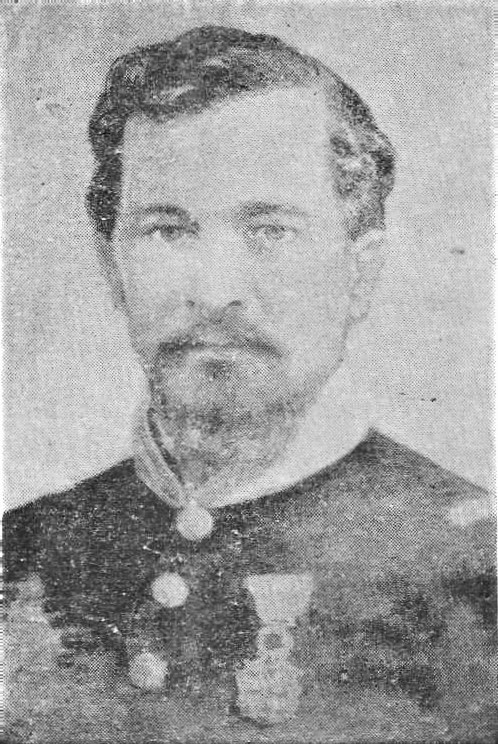
Juan Crisóstomo Centurión con uniforme militar.

Ascendido al grado de Coronel en 1869, tuvo tensiones con otros oficiales del Comando de Operaciones, aunque fue mantenido cerca del presidente López. En la batalla de Cerro Corá, dirigió un batallón de rifleros y resultó gravemente herido al recibir un balazo en la boca, lo que le ocasionó la pérdida de parte de su lengua y dentadura.
Tras la muerte de López, fue capturado y trasladado como prisionero de guerra a Río de Janeiro, desde donde fue liberado posteriormente.

## Trayectoria política y diplomática

### Exilio y retorno
Desde el Brasil, se trasladó a Francia y contrajo matrimonio con Concepción de Zayas y Echavarría, pianista nacida en Cuba. Residió también en los Estados Unidos, Jamaica y Cuba. En 1877, bajo el seudónimo de «J. C. Roenicunt y Zenitram», publicó en Nueva York la obra Viaje nocturno de Gualberto o recuerdos y reflexiones de un ausente, considerada la primera novela escrita por un paraguayo.
Regresó al Paraguay en 1878 e inició una intensa actividad periodística colaborando con La Reforma y La Democracia.

### Cargos públicos
Ejerció la abogacía, integró el Superior Tribunal de Justicia y fue fiscal general del Estado. Participó en la fundación del Partido Colorado.
Fue designado ministro de Relaciones Exteriores por el presidente Patricio Escobar en 1888, y tuvo un papel relevante en las gestiones diplomáticas vinculadas a la disputa del Chaco Boreal. Fue también ministro interino de Justicia, Culto e Instrucción Pública en 1890 y, ese mismo año, ministro plenipotenciario ante Inglaterra, Francia y España.
En 1895 fue electo senador nacional y miembro de la comisión encargada de los estudios limítrofes con Bolivia.

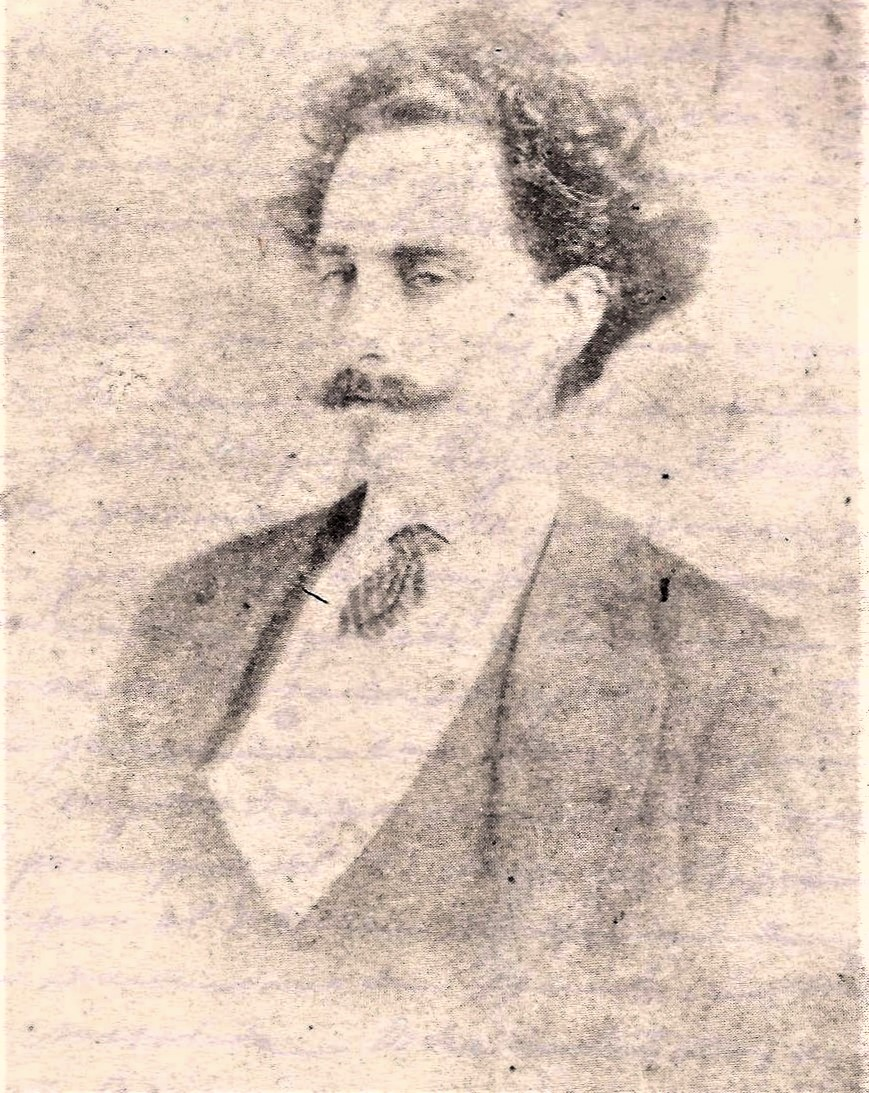
El coronel Centurión.

### Producción literaria y legado intelectual
En 1895 publicó en Buenos Aires la obra Memorias o reminiscencias históricas sobre la Guerra del Paraguay, uno de los testimonios más valiosos sobre el conflicto, por haber sido escrito por un protagonista de alto rango. La segunda edición fue publicada en Asunción en 1901.
Fue fundador del Instituto Paraguayo, institución cultural de gran prestigio, cuya bandera cubrió su féretro.

## Fallecimiento
Falleció en Asunción el 12 de marzo de 1902, a los 62 años. Fue sepultado en el Cementerio de la Recoleta.

## Obras literarias
- Viaje nocturno de Gualberto o recuerdos y reflexiones de un ausente (1877)
- Memorias o reminiscencias históricas sobre la Guerra del Paraguay (1895)

## Homenajes
- La localidad de Coronel Juan Crisóstomo Centurión (ex Cruce Paragro), en el Departamento de Alto Paraguay, lleva su nombre.[10]
- Una calle en el barrio Tacumbú de Asunción y otra en Itauguá fueron nombradas en su honor.[11]
- El Colegio Privado Juan Crisóstomo Centurión de Itauguá también rinde homenaje a su legado.[12]